# IPS 국가경쟁력연구 보고서
IPS 국가경쟁력연구 보고서(IPS National Competitiveness Research)는 대한민국 산업정책연구원의 국제경쟁력연구원에서 2001년부터 매년 발간되고 있는 국가경쟁력 보고서이다. 마이클 포터 교수가 개발한 다이아몬드 모델을 보완한 더블 다이아몬드 모델을 기반으로 하는 9-팩터 모델을 이론적 배경으로 두고 있다. 2020년 기준 전 세계 62개국의 국가경쟁력 전체 종합순위 및 국가 그룹별 순위 결과, 그리고 부문별 종합순위와 경쟁 전략별 순위를 발표하고 있다.

## 2019-2020 국가경쟁력 종합 순위
다음은 IPS 국가경쟁력연구 2019-2020 보고서에 있는 국가경쟁력 종합 순위의 상위 20개 국가이다.
| 순위 | 국가         | 지표  |
| ---- | ------------ | ----- |
| 1    | 캐나다       | 63.47 |
| 2    | 덴마크       | 62.9  |
| 3    | 싱가포르     | 62.43 |
| 4    | 스위스       | 62.14 |
| 5    | 스웨덴       | 61.78 |
| 6    | 미국         | 61.36 |
| 7    | 네덜란드     | 61.26 |
| 8    | 뉴질랜드     | 59.34 |
| 9    | 홍콩         | 58.83 |
| 10   | 호주         | 57.74 |
| 11   | 핀란드       | 57.11 |
| 12   | 아랍에미리트 | 55.27 |
| 13   | 벨기에       | 54.33 |
| 14   | 이스라엘     | 54.25 |
| 15   | 독일         | 53.54 |
| 16   | 중국         | 49.92 |
| 17   | 오스트리아   | 49.86 |
| 18   | 대만         | 47.99 |
| 19   | 쿠웨이트     | 47.74 |
| 20   | 영국         | 47.58 |

## 평가 지표
| 물적 요소 (Physical Factors)   | 물적 요소 (Physical Factors) | 인적 요소 (Human Factors)                  | 인적 요소 (Human Factors) |
| ------------------------------ | ---------------------------- | ------------------------------------------ | ------------------------- |
| 요소                           | 지표 수                      | 요소                                       | 지표 수                   |
| 생산 조건 (Factor Conditions)  | 10                           | 근로자 (Workers)                           | 9                         |
| 수요 조건 (Demand Conditions)  | 9                            | 정치가 및 관료 (Politicians & Bureaucrats) | 10                        |
| 관련 산업 (Related Industries) | 24                           | 기업가 (Entrepreneurs)                     | 10                        |
| 경영 여건 (Business Context)   | 16                           | 전문가 (Professionals)                     | 10                        |
| 총 지표 개수                   | 59                           | 총 지표 개수                               | 39                        |

## 같이 보기
- 산업정책연구원
- 국가 경쟁력